# Curaçao
Curaçao ([kuʀaˈsaːo]IPA, papiamentsky Kòrsou, nizozemsky Land Curaçao) je ostrov, který leží v jižní části Karibského moře přibližně 65 kilometrů od pobřeží Venezuely, patří do jižní části Závětrných Antil a je součástí Malých Antil. Až do 10. října 2010 byl ostrov součástí Nizozemských Antil. V současnosti je Curaçao jednou ze 4 zemí Nizozemského království (další jsou Nizozemsko, Aruba a Svatý Martin).
Dříve byl formálně nazýván Curaçao and Dependencies (1815–1954) a Country of Curaçao (nizozemsky: Land Curaçao; papiamentsky: Pais Kòrsou). Skládá se z hlavního ostrova Curaçao a neobydleného ostrova Klein Curaçao („Malé Curaçao“). Na ostrově žije přibližně 153 tisíc obyvatel na celkem 444 čtverečních kilometrech. Hlavním městem je Willemstad.

## Symboly
Curaçao, nizozemské závislé území, užívá vedle nizozemských symbolů i své vlastní.

### Vlajka
Vlajka Curaçaa je tvořena listem o poměru stran 2:3 se třemi vodorovnými pruhy, modrým, žlutým a modrým, o poměru šířek 5:1:2. V horním rohu se nacházejí 2 pěticípé hvězdy, blíže rohu menší, dále větší (hvězdy mají průměry 1⁄6 a 2⁄9 výšky vlajky. Střed menší je 1⁄6 výšky vlajky od levého a horního okraje, střed větší je 1⁄3 od levého a horního okraje.

### Hymna
Hymna Curaçaa je píseň Himno di Kòrsou, hudbu složili (ve 30. letech 20. století) mnich Candidus Nouwens a Errol Colina. Původní slova (píseň byla známá jako Den Tur Nashon Nos Patria Ta Poko Konosí) napsal Radulphus, mnich holandského původu, na oslavu Intronizace královny Vilemíny v roce 1898. Autory současné verze textu hymny (z roku 1978) jsou Guillermo Rosario, Mae Henriquez, Enrique Muller a Betty Doran.

## Geografie

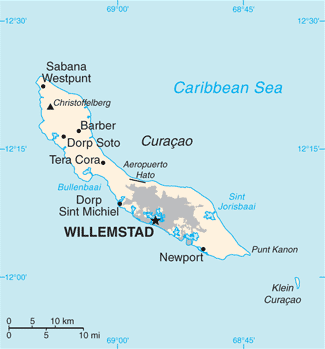
Generalizovaná mapa Curaçaa

Curaçao stejně jako zbytek tzv. ABC ostrovů a Trinidadu a Tobaga leží na kontinentálním šelfu Jižní Ameriky. Nejvyšším bodem je Sint Christoffelberg s 375 metry. Ostrovní flora se liší od typické na tropických ostrovech. Jsou běžné křovinaté porosty s různými druhy kaktusů.
Ostrov má tropické savanské klima se suchým obdobím mezi lednem a zářím a potom krátké deštivé období mezi říjnem a prosincem. Teploty jsou poměrně stabilní po celý rok, pouze s menšími výkyvy. Nejchladnějším měsícem je leden s průměrnou teplotou 26,5 stupňů Celsia. Nejtepleji je pak v září, průměrně 28,9 stupňů Celsia. Roční průměrné maximum je 31,2 a minimum 25,3 stupňů Celsia.

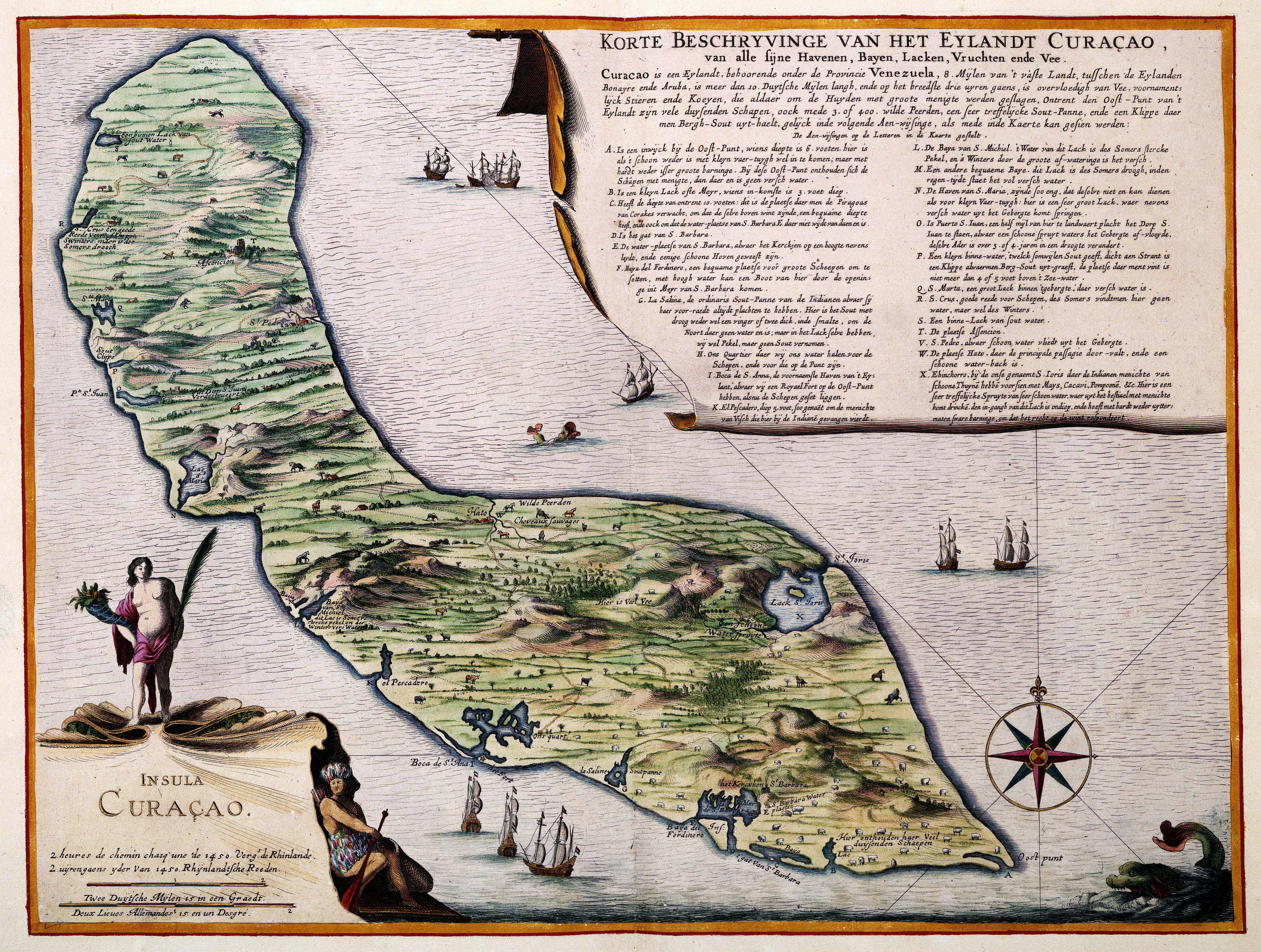
Mapa Curaçaa z roku 1634

Curaçao je již mimo pás hurikánů, i přesto je jimi občas zasažen. Např. hurikán Hazel 1957, Anna 1961, Felix 2007, Omar 2008. Ostrov byl mnohokrát zasažen pouze tropickými bouřemi, které předcházejí hurikánům. Např. Tomas 2010, Cesar 1996, Joan-Miriam 1988, Cora a Greta 1978, Edith a Irene 1971, Francelia 1969. Tomas byla pak jednou nejhorších bouří, která kdy ostrov zasáhla. Zemřeli při ní 2 lidé a škody byly vyčísleny na 28 milionů amerických dolarů.

## Politika
Curaçao je demokratickou zemí. Nejvyšším představitelem vlády je premiér. Výkonná moc je řízena vládou, legislativní moc má vláda i parlamentu. Soudnictví je nezávislé. Odsouzení zločinci jsou internováni ve věznici Curaçao Centre for Detention and Correction. Ostrov má, co se týče pravomocí, v naprosté většině záležitostí plnou autonomii v rozhodování. Přestože je Curaçao součástí Nizozemského království, není součástí Evropské unie, je s ní však asociováno jako zámořské území a teritorium, což umožňuje využívat některé evropské rozvojové programy. Nepodléhá ale společnému právu EU a rozsah spolupráce je upraven zvláštními smlouvami. Protože v Nizozemsku existuje jen jedno občanství, mají občané Curaca stejná práva jako občané evropské části království včetně možnosti volit do Evropského parlamentu.

## Armáda
Na ostrově jsou umístěny dvě námořní základny.

## Ekonomika
Měnou ostrova je Gulden Nizozemských Antil (ANG) Tato měna se používala v bývalých Nizozemských Antilách a nyní tuto měnu používá také nizozemský ostrov Svatý Martin. 
Ostrov má otevřenou ekonomiku orientovanou hlavně na turismus, mezinárodní obchod, námořní služby, rafinerie, skladování ropy a finanční služby. Ekonomika je silně rozvinutá a zajišťuje vysoký životní standard obyvatelům ostrova. Je hodnocena 46. místem na světovém žebříčku HDP na obyvatele. Aktivity vztahující se k přístavu Willemstad jakožto volné obchodní zóně vytváří značný podíl v růstu ekonomiky. Cílem vlády je mít ekonomiku co možná nejvýše rozmanitou, tak aby přilákala co nejvíce zahraničních investic. Tato politika, též nazývána politikou "otevřené náruče" silně cílí na společnosti podnikající v oboru informačních technologií.
Nezaměstnanost v roce 2013 činila 13 %.

## Turismus
Turismus hraje v ekonomice dominantní roli. Je na něm však méně závislá než ostatní karibské země. Většina turistů přijíždí z východního pobřeží USA, Jižní Ameriky, Nizozemska a z dalších karibských ostrovů. Momentálně stojí ostrov v Karibiku v čele turismu orientovaného na plavby po moři s úctyhodným meziročním nárůstem o 41,4 % oproti roku 2013, kdy bylo napočítáno 616 186 pasažérů.
Hlavní letiště v zemi Hato International Airport obsloužilo v roce 2013 celkem 1 772 501 pasažérů.
Pobřeží lemující ostrov nabízejí rozličné možnosti pro potápění a šnorchlování. Je zde mnoho krásných korálových útesů a k vidění rozličné druhy tropických ryb.

## Zajímavosti
Podle ostrova je pojmenován pomerančový likér, který se již od 17. století vyrábí z aromatických olejů získávaných z kůry zvláštní odrůdy pomerančů (zvané Laraha), které na Curaçau rostou.

## Fotogalerie

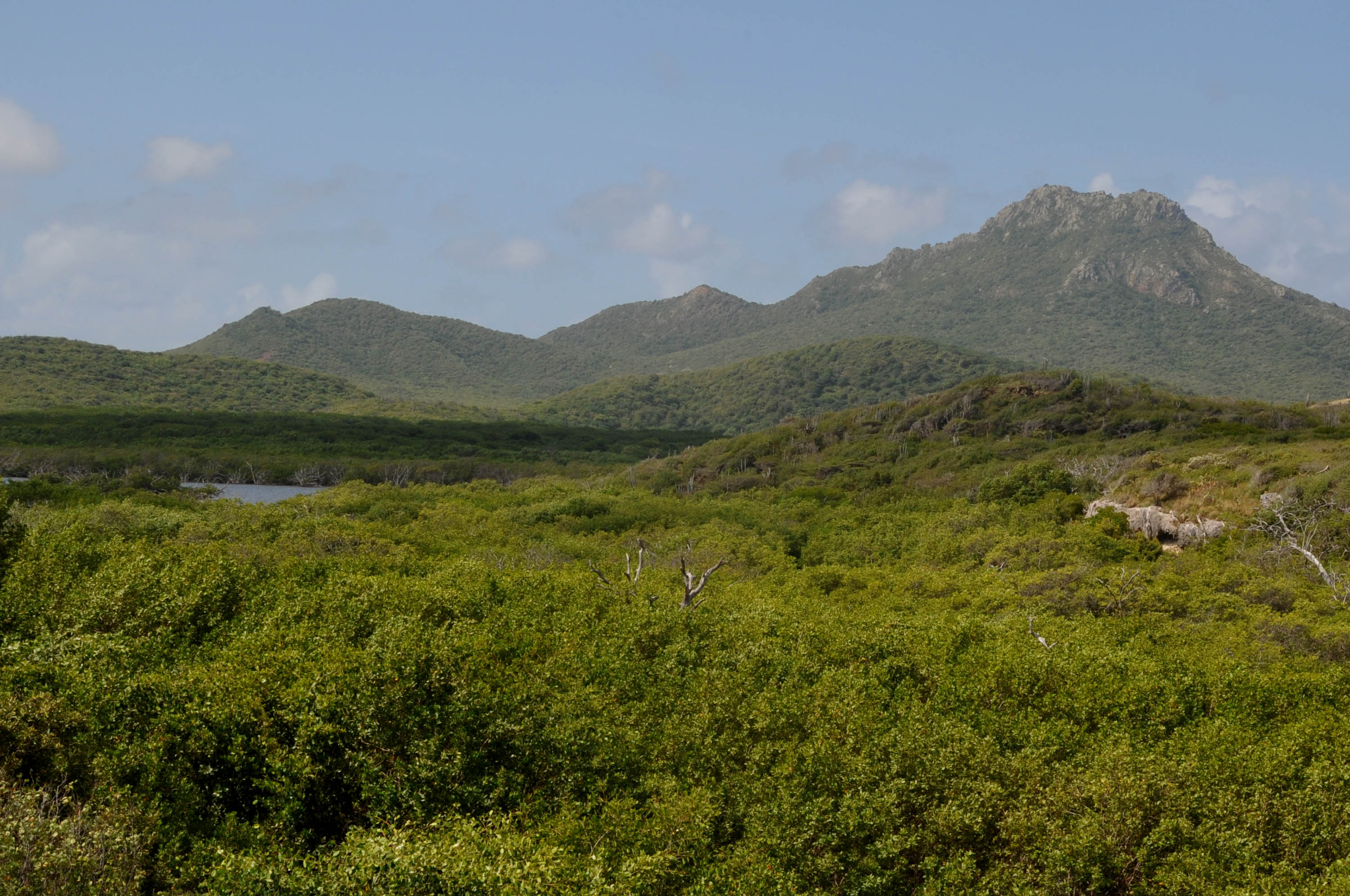
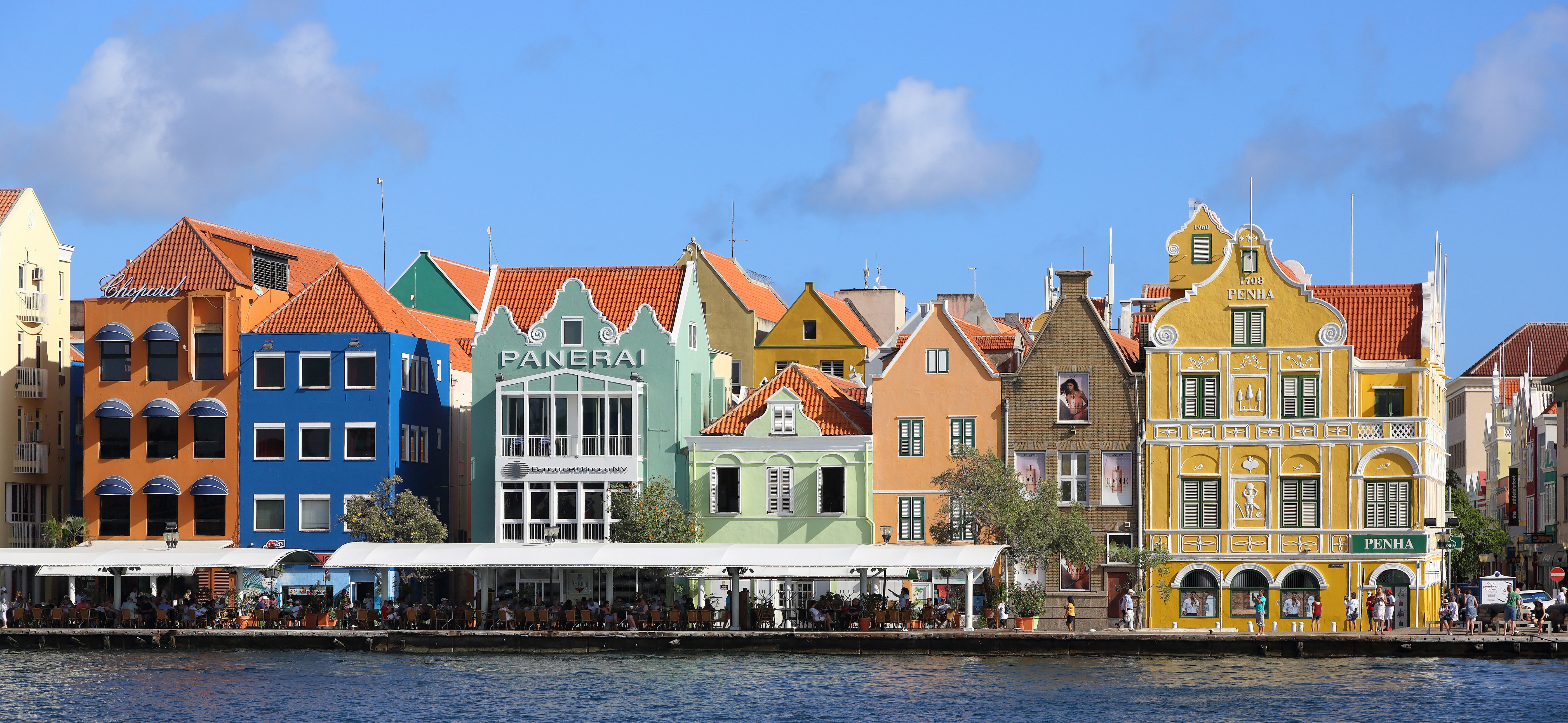
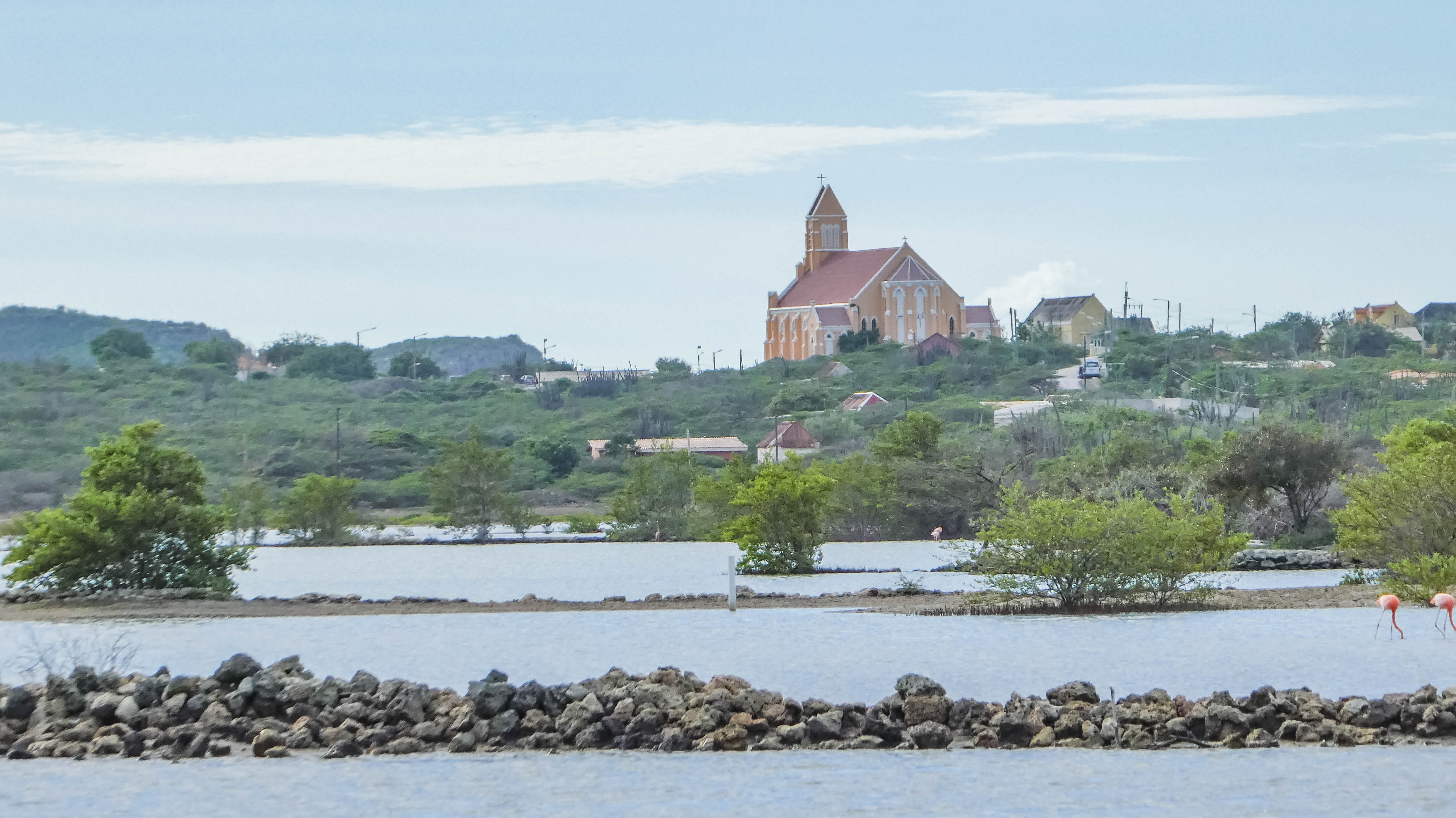
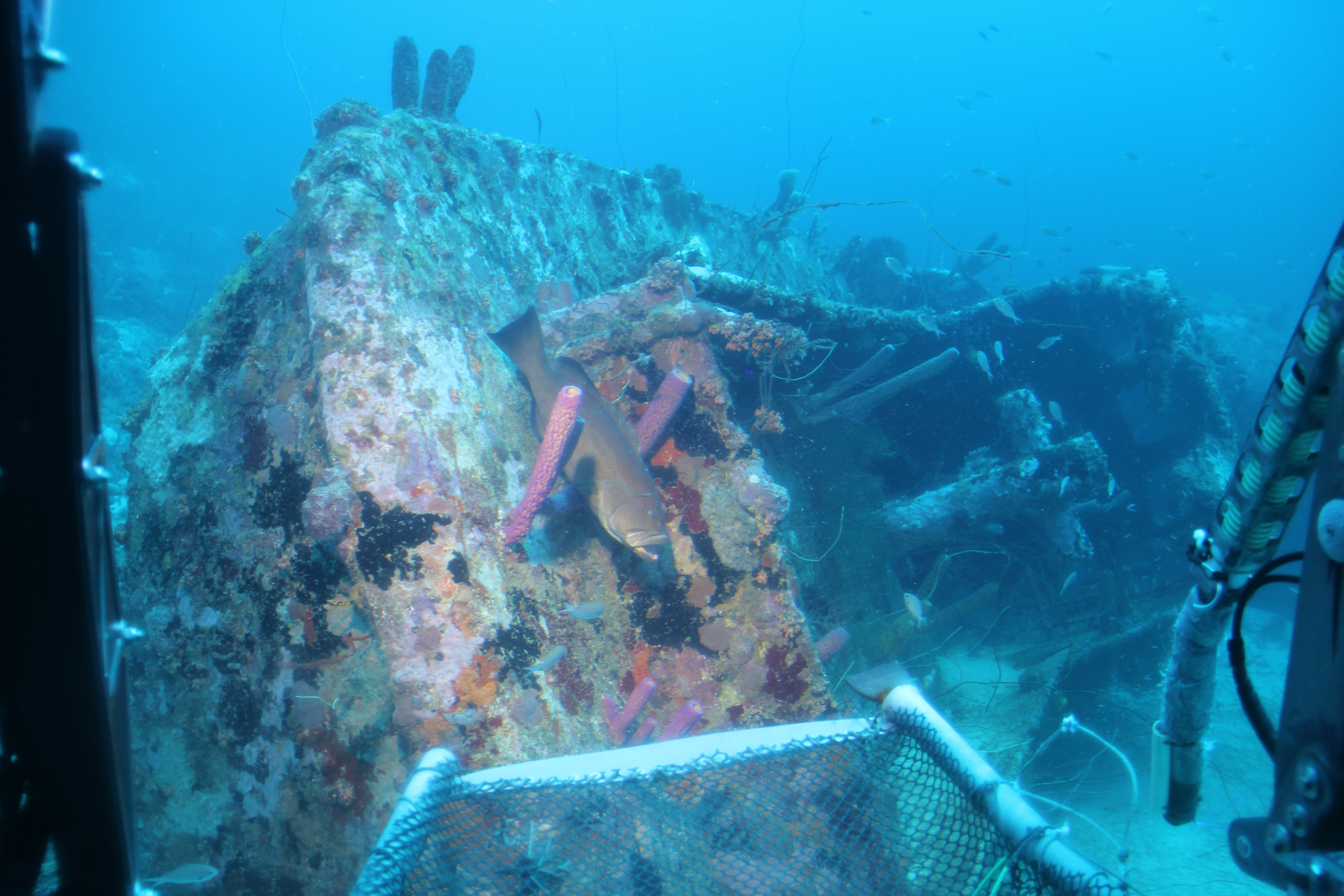